# グレタ・ヴァン・フリート
グレタ・ヴァン・フリート (英語: Greta Van Fleet) は、2012年にアメリカ合衆国ミシガン州フランケンムースで結成されたロックバンドである。ジョシュ・キスカがボーカル、ジェイク・キスカがギター、サム・キスカがベース、ダニー・ワグナーがドラムスを務める。2017年3月にラヴァ・レコードと契約した。その1ヶ月後に初のEPである『Black Smoke Rising』 (Black Smoke Rising)をリリースした。デビュー・シングルである「Highway Tune」は、2017年9月にアメリカのビルボード・メインストリーム・ロックとアクティヴ・ロック・チャートで4週連続1位を果たした。2枚目のEPである『フロム・ザ・ファイアーズ』 (From the Fires) は『Black Smoke Rising』からの4曲と新曲4曲を含んでおり、2017年10月にセカンド・シングルである「Safari Song」が出たすぐ後、11月にリリースされた。
最初のスタジオ・フル・アルバム『アンセム・オブ・ザ・ピースフル・アーミー』 (Anthem of the Peaceful Army)は、2018年10月19日にリリースされ、ビルボードのロック・アルバム・チャートで初週1位となった。アルバムからのファースト・シングルである「When the Curtain Falls」は2018年7月にリリースされており、ビルボード・メインストリーム・ロック・チャートでバンドとしては3枚目の1位となった。『アンセム・オブ・ザ・ピースフル・アーミー』は初週にビルボード・トップ・アルバム・セールス・チャートでも1位となった。
2018年12月、第61回グラミー賞において最優秀新人賞、最優秀ロック・パフォーマンス賞 (「Highway Tune」)、最優秀ロック楽曲賞 (「Black Smoke Rising」)、『フロム・ザ・ファイアーズ』で最優秀ロック・アルバム賞、計4部門にノミネートされ、『フロム・ザ・ファイアーズ』が最優秀ロック・アルバム賞を受賞した。
2021年に2枚目のアルバム『ザ・バトル・アット・ガーデンズ・ゲート』をリリースした。

## 来歴

### 結成と初期のキャリア (2012年–2015年)
グレタ・ヴァン・フリートは2012年にミシガン州フランケンムースで、双子であるジョシュとジェイク、また弟のサムからなるキスカ兄弟とカイル・ホークにより結成された。バンド名は、メンバーの親戚がフランケンムースの住人であるグレトナ・ヴァン・フリートの名前を口にした時、それを聞いたジョシュがつけた。グレトナ・ヴァン・フリートの名前を変えて使うことについては、その後本人から了承を得ている。グレトナは後のインタビューで、バンドの音楽は好みではないが、バンドを応援するし、とても才能があると思うと述べている。ホークがドラマーだった時、バンドは「Cloud Train」と「Standing On」の2曲をレコーディングした。ホークは2013年10月にバンドから抜け、キスカ兄弟の友人ダニー・ワグナーが同年にドラマーとして入った。「Highway Tune」の最初のギターリフが書かれた時期は、ギタリストのジェイクによると2010年頃までさかのぼるという。しかしながら、ダニーがバンドの新しいドラマーになった後にやっと録音され、2017年3月にシングルとしてリリースされた。2014年2月28日にライブEPがワンテイクで録音され、続いて2014年6月7日にリリースされた。2014年にバンドの曲である「Standing On」がデトロイト地域でシボレー・エクイノックスの広告に使われた。

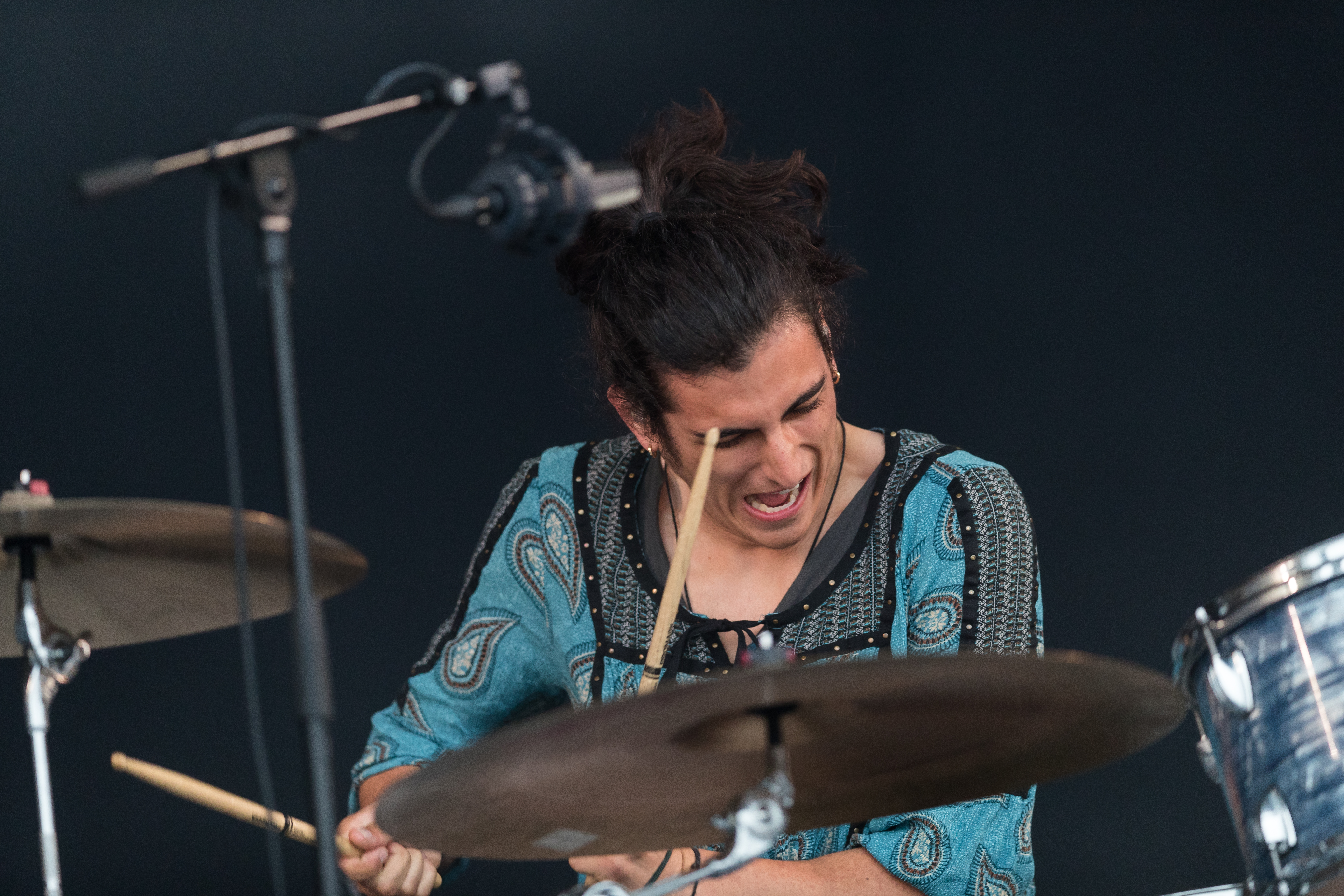
ダニー・ワグナーが2018年にドイツのニュルンベルクで行われたロック・イン・バークで演奏する様子

### 『Black Smoke Rising』と『フロム・ザ・ファイアーズ』 (2016年–2017年)
2016年1月17日、「Highway Tune」がShowtimeの番組『シェイムレス 俺たちに恥はない』でバンドによるライブ演奏により披露された。2017年3月31日に「Highway Tune」の最終レコーディング・バージョンがバンドの最初の公式シングルとしてiTunesでリリースされた。2017年4月18日、「Highway Tune」のミュージックビデオがオンライン・マガジン『ラウドワイア』で独占リリースされた。バンドのデビューEPとなる『Black Smoke Rising』は、2017年4月21日にリリースされ、Apple Musicはグレタ・ヴァン・フリートをその週の注目新人としてあげた。バンドは2017年5月にストラッツとツアーをした。
2017年10月、グレタ・ヴァン・フリートはラウドワイア音楽賞の最優秀新人賞を受賞した。2017年11月10日には8曲入りEPである『フロム・ザ・ファイアーズ』をリリースした。『Black Smoke Rising』から4曲が入っている他、新曲として「Edge of Darkness」「Talk on the Street」、サム・クックによる「ア・チェンジ・イズ・ゴナ・カム」のカバー、フェアポート・コンヴェンションの「Meet on the Ledge」のカバーが収録された。新曲4曲は2017年9月にミシガン州ロイヤルオークのラストベルト・スタジオで録音され、『Black Smoke Rising』のプロデューサーと同じチームであるアル・サットンとマーロン・ヤングがプロデュースした。2017年10月に「Safari Song」もシングルとしてリリースした。
グレタ・ヴァン・フリートは2017年9月7日、故郷のフランケンムースから非常に近いミシガン州サギノーのダウ・イヴェント・センターで、ミシガンの同郷人であるボブ・シーガーのオープニング・アクトをつとめた。2017年11月、『フロム・ザ・ファイアーズ』のリリースからほどなくして、グレタ・ヴァン・フリートは最初のフル・スタジオ・アルバムのレコーディングを始めると告知し、2018年中頃のリリースを予定していると明かした。

### 『アンセム・オブ・ザ・ピースフル・アーミー』 (2018年–2020年中頃まで)
グレタ・ヴァン・フリートは2018年3月4日にエルトン・ジョンじきじきの要請を受け、主催するアカデミー賞パーティで演奏した。エルトン・ジョンは自らの代表曲である「土曜の夜は僕の生きがい」とバンドの曲である「You're the One」を一緒に舞台で演奏した。セット終了後、エルトン・ジョンはバンドに、もっとパフォーマンスや衣装をドラマティックで華やかな雰囲気にするようすすめたという。
2018年7月28日、グレタ・ヴァン・フリートは『The Tonight Show Starring Jimmy Fallon』で、発売予定のデビュー・アルバムからのファースト・シングルである「When the Curtain Falls」を演奏してテレビ・デビューした。
デビュー・アルバムである『アンセム・オブ・ザ・ピースフル・アーミー』は、2018年10月19日にリリースされた。ジョシュ・キスカによると、アルバムのタイトルは詩のタイトルからとられている。アルバムはアメリカで初週に8万枚を売り上げた。アルバム相当単位を加算するとBillboard 200で初登場3位となった。
2018年12月、グラミー賞において最優秀新人賞、最優秀ロック・パフォーマンス賞 (「Highway Tune」)、最優秀ロック楽曲賞 (「Black Smoke Rising」)、『フロム・ザ・ファイアーズ』で最優秀ロック・アルバム賞、計4部門にノミネートされ、同年のグラミー賞にて最優秀ロック・アルバム賞を獲得した。
2019年1月19日、『サタデー・ナイト・ライブ』でゲスト演奏をした。2019年秋には映画『ア・ミリオン・リトル・ピーシズ』のサウンドトラックに新曲「Always There」を提供した。

### 『ザ・バトル・アット・ガーデンズ・ゲート』(2020年末– )
2020年10月にニュー・アルバムからのシングルとなる「My Way, Soon」を発表した。同年12月に『ザ・レイト・ショー・ウィズ・スティーヴン・コルベア』において、1970年代風のセッティングで「My Way, Soon」の演奏を披露した。2021年4月16日に2枚目のアルバム『ザ・バトル・アット・ガーデンズ・ゲート』を発表した。本作は前作ほどレッド・ツェッペリンからの影響が濃厚ではなく、「ユニーク」だと評されている。

## スタイルと影響

### スタイル

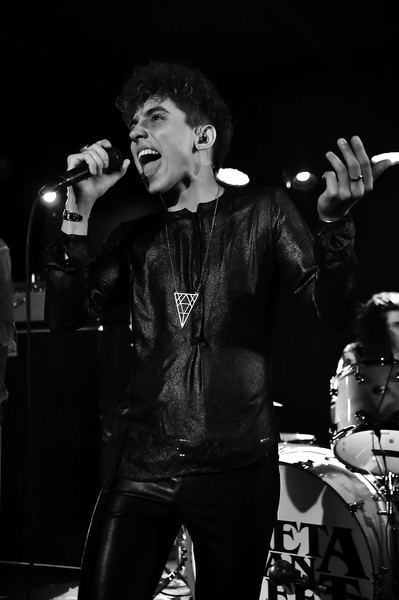
2017年8月24日にマーキュリー・ラウンジで歌うジョシュ・キスカ。

グレタ・ヴァン・フリートの音楽はハードロック及びブルースロックとカテゴライズされている。4名全員がブルースを好むという共通点がある一方、それぞれ異なるテイストの音楽も愛好している。ジェイクはロックンロール指向であり、サムはジャズ、ジョシュはワールドミュージックを好んでいるという。インタビューでジェイクは、「3人兄弟全員、ブルースとかフォークミュージックが入ってる両親のレコードを聴いてたんだ」と述べている。サムいわく、「ロックンロールのバンドとして始めたつもりってわけでもなくて、一緒になって演奏してるうちに出てきた音がただこうだったって感じで」ということである。作曲はメンバー4人の誰かが曲のコンセプトを見つけたあと、バンド全員で行う。ダニーによると、楽曲の多くは「フォークミュージックっぽい組み立て」で書かれているが、その後、別の形に発展するという。

### 影響を受けたアーティスト

#### レッド・ツェッペリン
グレタ・ヴァン・フリートはよくレッド・ツェッペリンと比較される。ジェイクによると、「ジミー・ペイジがやったことを本当に研究しまくりすぎて、ペイジがどう思ってたかまでわかるレベルに達するくらいの時期」があったが、とくにピート・タウンゼントをはじめとする他のクラシックロックのギタリストについても同様に探求したという。同様に、自分の声がロバート・プラントと比較されることについて、ジョシュはプラントから確かに影響を受けているものの、「そればっかり目指してたってわけじゃないんだよね」と言っている。ジョシュは高校までレッド・ツェッペリンが誰だかも知らなかったと述べており、バンドの他のメンバーの演奏からきちんと抜きんでて聞こえるように努力していた時、ある日自然と出てきた歌唱スタイルだと説明している。2018年3月のインタビューで、プラントはグレタ・ヴァン・フリートを最近有望なお気に入りのバンドとしてあげ、サウンドについて「『レッド・ツェッペリン I』なんだよ」と言う一方、ジョシュを「ちっちゃくてイケてるシンガー」だと描写している。

#### メンバーごとの影響源
ジェイクのギターはジョン・リー・フッカー、エルモア・ジェームス、バート・ヤンシュ、エリック・クラプトン、キース・リチャーズの影響を受けている。ダニーが参考にしているドラマーはカーマイン・アピス、ジョン・ボーナム、ミッチ・ミッチェル、マイケル・シュリーヴである。サムの好きなベーシストはモータウンのセッション・ベーシストだったジェームス・ジェマーソンである。ジョシュはジョー・コッカーの動きやステージでのふざけたパフォーマンスを手本にしているという。

## 受容
ロックが他のジャンルに押されて「下火」になりつつあると言われる中、極めて正統的なハードロックサウンドを特徴として若者にも受け入れられるような形で売り出したバンドであり、「クラシック・ロックの復活」、「ロックの未来」を嘱望されるグループである。一方で極めてレッド・ツェッペリンに近いことがしばしば指摘されており、ピッチフォークからはツェッペリンのまねごとをする「かわいそうな若者たち」だという「酷評」を受けた。『ローリング・ストーン』は、グレタ・ヴァン・フリートに対する批判について、ロックバンドがキャリア初期に先行する偉大なバンドから強い影響を受けすぎだと批判されるのは珍しくなく、ファーストアルバムを出した後のサウンドの発展が重要であると指摘している。バンドはあまりにもツェッペリンと比較されることに不満を漏らしている。

## メンバー

### 現在のメンバー
- ジョシュ・キスカ – リード・ボーカル  (2012年–)
- ジェイク・キスカ – ギター、バック・ボーカル (2012年–)
- サム・キスカ – ベース、キーボード、バック・ボーカル (2012年–)
- ダニー・ワグナー – ドラム、バック・ボーカル (2013年–)[60]

### 旧メンバー
- カイル・ホーク – ドラム (2012年–2013年)[61][62]

## ディスコグラフィ

### アルバム
- 『アンセム・オブ・ザ・ピースフル・アーミー』 - Anthem of the Peaceful Army (2018年)
- 『ザ・バトル・アット・ガーデンズ・ゲート』 - The Battle At Garden's Gate (2021年)

### EP
- Black Smoke Rising (2017年)
- 『フロム・ザ・ファイアーズ』 - From the Fires (2017年)

### シングル
- "Highway Tune" (2017年)
- "Safari Song" (2017年)
- "When the Curtain Falls" (2018年)
- "You're the One" (2018年)
- "My Way, Soon" (2020年)

## 受賞とノミネート

### ラウドワイア音楽賞
| 年   | ノミネート対象           | 賞           | 結果 |
| ---- | ------------------------ | ------------ | ---- |
| 2017 | グレタ・ヴァン・フリート | 最優秀新人賞 | 受賞 |

### グラミー賞
| 年   | ノミネート対象                              | 賞                           | 結果       |
| ---- | ------------------------------------------- | ---------------------------- | ---------- |
| 2019 | グレタ・ヴァン・フリート                    | 最優秀新人賞                 | ノミネート |
| 2019 | "Highway Tune"                              | 最優秀ロックパフォーマンス賞 | ノミネート |
| 2019 | "Black Smoke Rising"                        | 最優秀ロック楽曲賞           | ノミネート |
| 2019 | 『フロム・ザ・ファイアーズ』 From the Fires | 最優秀ロックアルバム賞       | 受賞       |